# ان‌اف‌تیبلز
ان‌اف‌تیبلز (انگلیسی: Nftables) یک زیر سیستم از هسته لینوکس است که فیلتر و طبقه‌بندی بسته‌ها / داده‌ها / فریم‌های شبکه را ارائه می‌دهد. ان‌اف‌تیبلز از زمانی که هسته لینوکس ۳٫۱۳ در ۱۹ ژانویه ۲۰۱۴ منتشر شد، در دسترس بوده است.